# Liste der Biografien/Moz
Liste der Biografien |
Portal Biografien |
Personensuche
# |
A |
B |
C |
D |
E |
F |
G |
H |
I |
J |
K |
L |
M |
N |
O |
P |
Q |
R |
S |
T |
U |
V |
W |
X |
Y |
Z |
?
 
Ma |
Mb |
Mc |
Md |
Me |
Mf |
Mg |
Mh |
Mi |
Mj |
Mk |
Ml |
Mm |
Mn |
Mo |
Mp |
Mq |
Mr |
Ms |
Mt |
Mu |
Mv |
Mw |
Mx |
My |
Mz
 
Moa |
Mob |
Moc |
Mod |
Moe |
Mof |
Mog |
Moh |
Moi |
Moj |
Mok |
Mol |
Mom |
Mon |
Moo |
Mop |
Moq |
Mor |
Mos |
Mot |
Mou |
Mov |
Mow |
Mox |
Moy |
Moz
Die Liste der Biografien führt alle Personen auf, die in der deutschsprachigen Wikipedia einen Artikel haben. Dieses ist eine Teilliste mit 62 Einträgen von Personen, deren Namen mit den Buchstaben „Moz“ beginnt.

## Moz
- MOZ, österreichischer Rapper

### Moza
- Mozafar, Shahrzad (* 1970), iranische Futsal- und Fußballtrainerin
- Mozaffar ad-Din Schah (1853–1907), Schah von Persien
- Mozany, Hussain al- (1954–2016), irakischer Schriftsteller, Journalist und Übersetzer
- Mozart (* 1979), brasilianischer Fußballspieler
- Mozart, Anna Maria (1720–1778), Mutter von Wolfgang Amadeus Mozart
- Mozart, Anton († 1625), deutscher Maler
- Mozart, Carl Thomas (1784–1858), Sohn von Wolfgang Amadeus und Constanze Mozart
- Mozart, Constanze (1762–1842), Sopranistin und Nachlassverwalterin der Werke ihres Ehemannes Wolfgang Amadeus MozartConstanze Mozart (1762–1842)

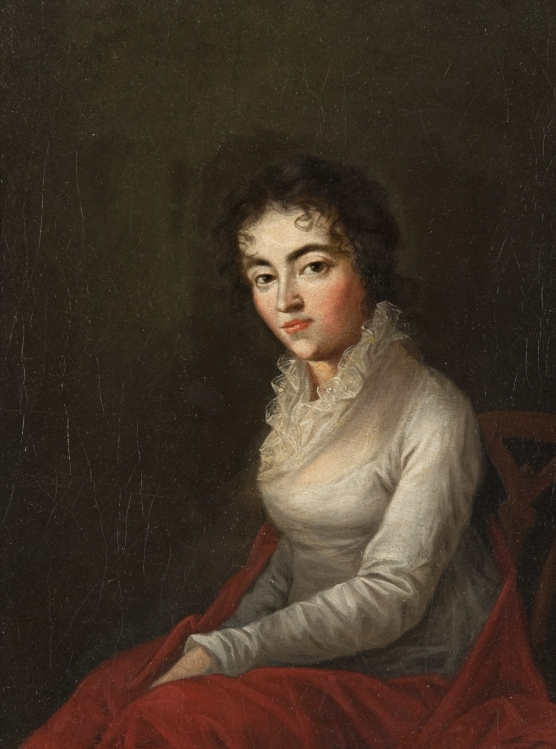
Constanze Mozart (1762–1842)

- Mozart, David († 1685), Augsburger Maurer und Baumeister der Barockzeit
- Mozart, Franz, Maurermeister und Urgroßvater von Wolfgang Amadeus Mozart
- Mozart, Franz († 1732), deutscher Bildhauer
- Mozart, Franz Xaver Wolfgang (1791–1844), österreichischer Komponist und Klaviervirtuose
- Mozart, Hans Georg († 1719), Maurermeister und Werkmeister am Augsburger Domkapitel
- Mozart, Johann Georg (1679–1736), deutscher Buchbinder
- Mozart, Leopold (1719–1787), deutscher Komponist und Musikpädagoge
- Mozart, Maria Anna (1751–1829), Schwester von Wolfgang Amadeus Mozart, Komponistin, Wunderkind
- Mozart, Maria Anna Thekla (1758–1841), Cousine W. A. Mozarts
- Mozart, Wolfgang Amadeus (1756–1791), Musiker und Komponist der Wiener KlassikWolfgang Amadeus Mozart (1756–1791)

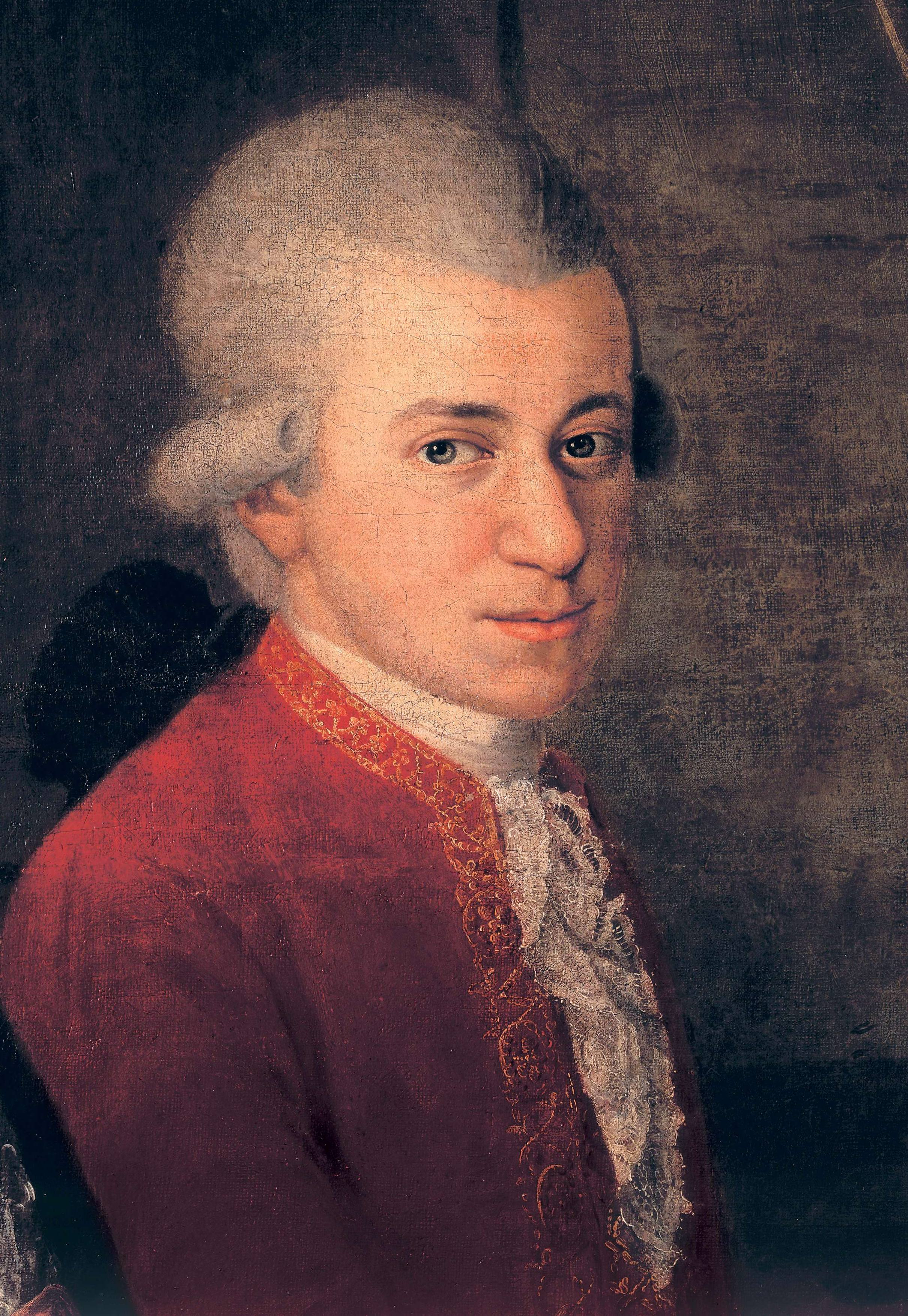
Wolfgang Amadeus Mozart (1756–1791)

- Mozas García, Alejandro (* 1985), spanischer Handballtrainer

### Mozd
- Możdżanowska, Andżelika (* 1975), polnische Journalistin, Volkswirtin und Politikerin
- Możdżeń, Mateusz (* 1991), polnischer Fußballspieler
- Możdżer, Leszek (* 1971), polnischer Jazz-Pianist und Komponist
- Możdżonek, Marcin (* 1985), polnischer Volleyballspieler

### Moze
- Możejko, Edward (* 1932), polnischer Literaturwissenschaftler
- Mozer, Alfred (1905–1979), deutsch-niederländischer Journalist und Politiker
- Mozer, Carlos (* 1960), brasilianischer Fußballspieler und -trainer
- Mozer, Yariv (* 1978), israelischer Regisseur, Drehbuchautor und Filmproduzent
- Mozes Kor, Eva (1934–2019), Überlebende des Holocaust
- Mozes, Shahar, israelischer Mathematiker
- Mozetič, Brane (* 1958), slowenischer Autor, Verleger, Herausgeber und Übersetzer
- Mozetich, Marjan (* 1948), kanadischer Komponist und Musikpädagoge
- Mozez, Sänger, Songwriter und Produzent

### Mozi
- Mozi, chinesischer Denker
- Mozia, Stephen (* 1993), nigerianischer Kugelstoßer und Diskuswerfer
- Mozík, Vojtěch (* 1992), tschechischer Eishockeyspieler
- Mozilo, Angelo (1938–2023), US-amerikanischer Unternehmer und Manager
- Mozin, Charles (1806–1862), französischer Maler
- Mozin, Dominique (1771–1840), französischer Priester, Lexikograf und Romanist
- Mozin, Karlheinz (1934–2011), deutscher Fußballspieler
- Mozin, Théodore (1818–1850), französischer Komponist und Musikpädagoge

### Mozl
- Mozley, Fiona (* 1988), britische Schriftstellerin
- Mozley, Norman Adolphus (1865–1922), US-amerikanischer Politiker
- Mozley, Robert (1917–1999), US-amerikanischer Physiker

### Mozn
- Možnik, Marijo (* 1987), kroatischer Turner

### Mozo
- Mozo, Alan (* 1997), mexikanischer Fußballspieler
- Mozo, Rebecca (* 1982), US-amerikanische Schauspielerin
- Mozos, Manuel (* 1959), portugiesischer Filmregisseur

### Mozr
- Mozr, Anton (* 1943), deutsch-tschechischer Volleyball-Nationalspieler

### Mozs
- Mozsolics, Amália (1910–1997), ungarische Prähistorikerin

### Mozu
- Mozumder, Snehasish (* 1967), indischer Mandolinist der karnatischen Musik
- Mozume, Takami (1847–1928), japanischer Literaturwissenschaftler und Enzyklopädieverfasser
- Mozūraitis, Giedrius (* 1978), litauischer Jurist, Politiker und stellv. Justizminister

### Mozz
- Mozzani, Luigi (1869–1943), italienischer Gitarrist, Lautenist, Komponist und Gitarrenbauer
- Mozzato, Luca (* 1998), italienischer Radrennfahrer
- Mozzik (* 1995), kosovarischer Sänger, Rapper und SongwriterMozzik (* 1995)

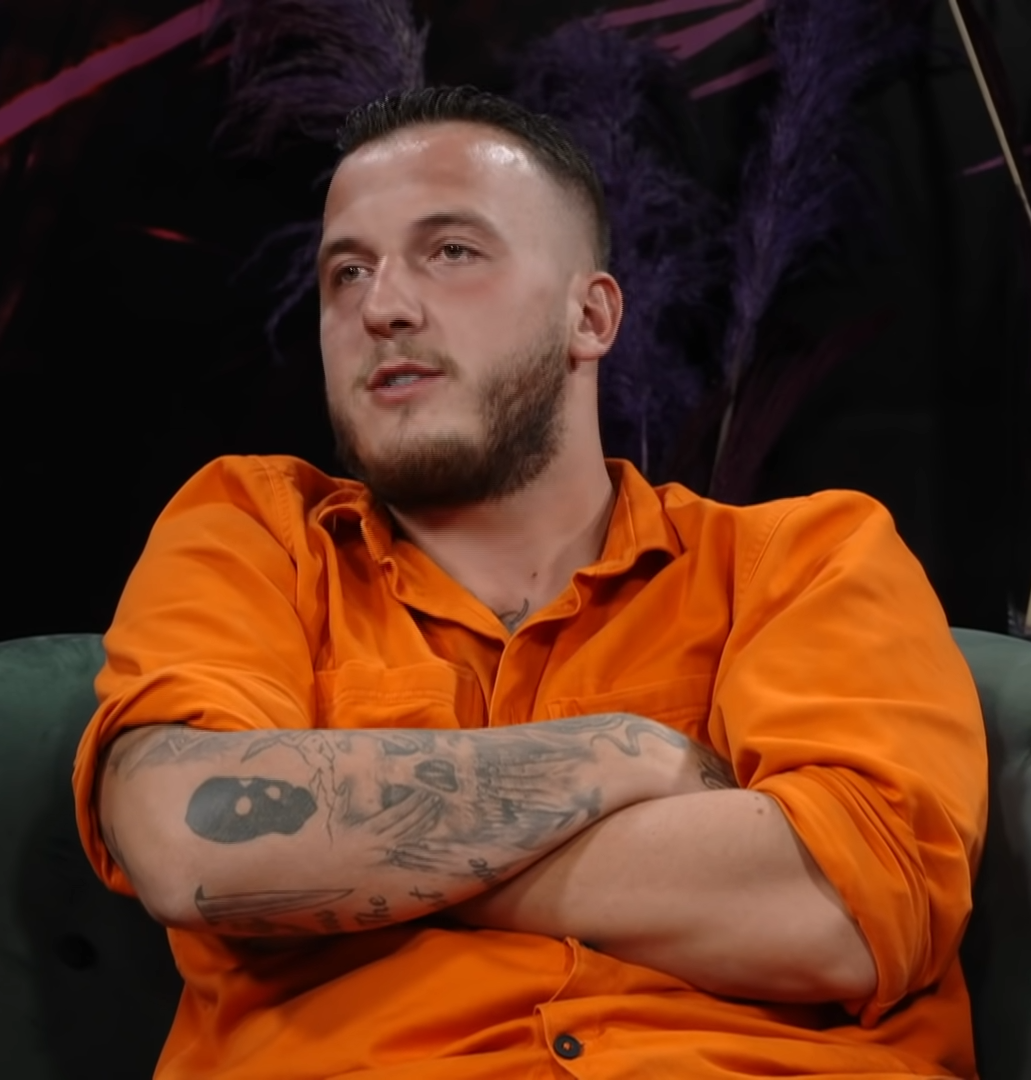
Mozzik (* 1995)

- Mozzini, Roberto (* 1951), italienischer Fußballspieler
- Mozzo, Julio (* 1981), uruguayischer Fußballspieler
- Mozzo, Nino (1911–1978), italienischer Radrennfahrer
- Mozzone, Emiliano (* 1998), uruguayischer Fußballspieler
- Mozzoni, Anna Maria (1837–1920), italienische Frauenrechtlerin, Schriftstellerin, Journalistin, Vorkämpferin für das Frauenwahlrecht
- Mozzoni, Umberto (1904–1983), italienischer Geistlicher, Kardinal der römisch-katholischen Kirche